# Prêmio Ellis R. Lippincott
O Prêmio Ellis R. Lippincott (em inglês:  Ellis R. Lippincott Award) é concedido anualmente em reconhecimento a "uma pessoa responsável por contribuições significativas à espectroscopia vibracional como julgado por sua influência sobre outros cientistas." Foi estabelecido em 1975 juntamente pela Optical Society, Coblentz Society e Society for Applied Spectroscopy. É denominado em memória de Ellis R. Lippincott, um espectroscopista vibracional que trabalhou na Universidade de Maryland. Lippincott foi um dos desenvolvedores da célula de bigorna de diamante, usada em pesquisas sobre alta pressão.

## Recipientes
- 1976 Richard C. Lord
- 1977 Lionel Bellamy
- 1978 Bryce Crawford
- 1979 Edgar Bright Wilson
- 1980 George Claude Pimentel
- 1981 Ian M. Mills
- 1982 Michel Delhaye
- 1983 John Overend
- 1984 Jon Torger Hougen
- 1985 Ira W. Levin
- 1986 Wolfgang Kaiser
- 1987 C. Bradley Moore[3]
- 1988 Andreas Christoph Albrecht[3]
- 1989 Marilyn Esther Jacox
- 1990 Robert Warren Field
- 1992 Richard Saykally
- 1993 John F. Rabolt
- 1994 Herbert L. Strauss
- 1995 Giacinto Scoles
- 1996 Giuseppe Zerbi
- 1997 Robin Hochstrasser
- 1998 Takeshi Oka[4]
- 1999 Mitsuo Tasumi[5]
- 2000 Donald Levy
- 2001 Lester Andrews
- 2002 Sanford A. Asher
- 2003 Shaul Mukamel
- 2004 Richard A. Mathies
- 2005 Jaan Laane
- 2006 Hai-Lung Dai[6]
- 2007 Jonathan Tennyson[7]
- 2008 Richard P. Van Duyne
- 2009 Michael David Fayer
- 2010 Martin Moskovits
- 2011 Isao Noda
- 2012 Keith Adam Nelson
- 2013 Xiaoliang Sunney Xie
- 2014 Andrei Tokmakoff
- 2015 Dana D. Dlott
- 2016 Thomas Elsaesser
- 2017 Roberto D. Merlin
- 2018 Peter Ham